# Kalisz (voivodato de Mazovia)
Kalisz es un pueblo de Polonia, en Mazovia.  Se encuentra en el distrito (Gmina) de Regimin, perteneciente al condado (Powiat) de Ciechanów. Se encuentra aproximadamente a 6 km al este de Regimin, 8 km al norte de Ciechanów, y a 83 km  al norte de Varsovia. 
Entre 1975 y 1998 perteneció al voivodato de Ciechanów.